# Leonardo Cimino
Leonardo Anthony Cimino (* 4. November 1917 in Manhattan, New York City; † 3. März 2012 in Woodstock, New York) war ein US-amerikanischer Schauspieler.

## Leben
Leonardo Anthony Cimino wurde als Sohn von Leonilda und Andrea Cimino, einem Schneider, in Manhattan geboren. Seine Eltern waren italienischer Abstammung. Ursprünglich wollte Cimino Violinist werden, wozu er auch an der renommierten Juilliard School Musik studierte. Doch während seines Studiums entdeckte er die Schauspielerei und den Tanz für sich, sodass er bereits als 18-Jähriger sein Theaterdebüt als Nebendarsteller in dem Stück Middle Man, neben dem Schauspieler Ernest Truex, gab. Doch die Schauspieljobs blieben aus, sodass er Ende der 1930er Jahre sich für ein weiteres Studium in Schauspiel, Regie und Moderner Tanz am Neighborhood Playhouse entschied.
Als der Zweite Weltkrieg ausbrach, meldete er sich zur United States Army und war an der Operation Neptune beteiligt. Er gehörte zur zweiten Angriffswelle bei der Invasion der Normandie. Nach dem Krieg kehrte er in die USA zurück und beendete sein Studium, darunter auch sein Tanzstudium mit der berühmten Choreografin Martha Graham. 1946 hatte er sein Broadway-Debüt. Sein Leinwanddebüt gab er 1949 in der Fernsehserie The Big Story. Von da an war er parallel in über 40 Filmen und Broadwayshows zu sehen. So spielte er kleine Nebenrollen in Filmen wie Der Wüstenplanet, Hudson Hawk – Der Meisterdieb und Waterworld.
Cimino starb an den Folgen einer chronisch-obstruktiven Lungenerkrankung.

## Filmografie (Auswahl)
- 1949: The Big Story (Fernsehserie, eine Folge)
- 1961: Give Us Barabbas!
- 1961: Die jungen Wilden (The Young Savages)
- 1963: Preston & Preston (The Defenders, Fernsehserie, eine Folge)
- 1964: Heirate mich, Gauner! (The Confession)
- 1970: Wenn es Nacht wird in Manhattan (Cotton Comes to Harlem)
- 1972: Wenn es dunkel wird in Harlem (Come Back, Charleston Blue)
- 1973: Jeremy
- 1975: The Man in the Glass Booth
- 1982: Amityville II – Der Besessene (Amityville II: The Possession)
- 1983: V – Die außerirdischen Besucher kommen (V)
- 1984: Der Wüstenplanet (Dune)
- 1987: Mondsüchtig (Moonstruck)
- 1987: Monster Busters
- 1988: Das siebte Zeichen (The Seventh Sign)
- 1991: Die Rache der Mafia (Dead and Alive: The Race for Gus Farace)
- 1991: Hudson Hawk – Der Meisterdieb (Hudson Hawk)
- 1993: Ein ganz normales Wunder (Household Saints)
- 1995: Waterworld
- 1999: Das schwankende Schiff (Cradle Will Rock)
- 2001: Die 18 Farben des Todes (18 Shades of Dust)
- 2007: Tödliche Entscheidung – Before the Devil Knows You’re Dead (Before the Devil Knows You’re Dead)